# SummerSlam (2007)

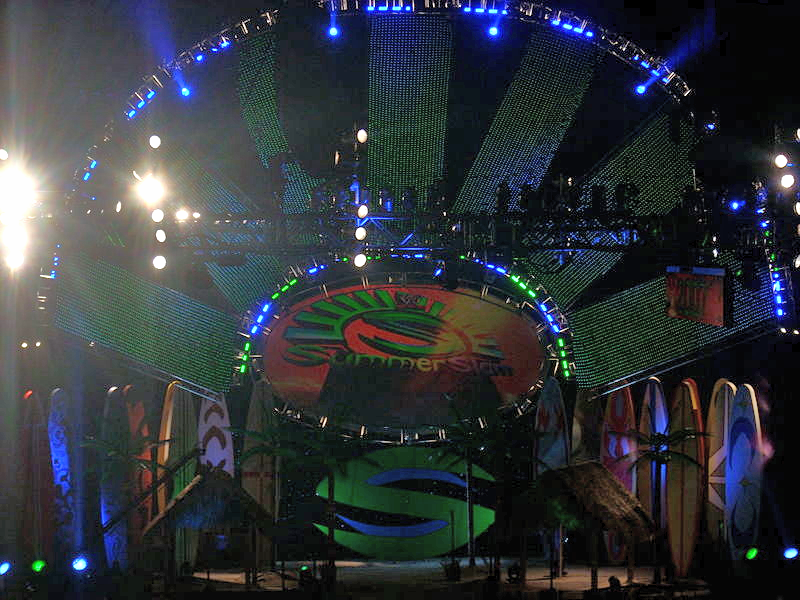
The SummerSlam 2007, organizat la Continental Airlines Arena în East Rutherford, New Jersey.

SummerSlam 2007 este cea de-a douăzecea ediție a pay-per-view-ului SummerSlam organizat anual de World Wrestling Entertainment. Evenimentul a avut loc pe data de 26 august 2007 în arena Continental Airlines din East Rutherford, New Jersey.
Sloganul evenimentului a fost "The Party is Over" ("Petrecerea a luat sfârșit"). Melodia oficială a fost piesa "Whine Up", interpretată de Kat DeLuna și Elephant Man.
Data și locația galei au fost anunțate în house show-ul RAW din data de 28 decembrie 2006. Biletele au fost puse în vânzare pe data de 30 decembrie și s-au vândut în 40 de minute. 

## Rezultate
- Dark match: Lance Cade și Trevor Murdoch i-au învins pe Paul London și Brian Kendrick
- Kane l-a învins pe Finlay (8:48)
  - Kane a câștigat prin pinfall, după aplicarea unui chokeslam.
- Umaga l-a învins pe Carlito și Mr. Kennedy într-un Triple Threat match, păstrându-și centura de campion intercontinental (7:22) 
  - Umaga a câștigat prin pinfall, după ce i-a aplicat lui Kennedy un Samoan Spike.
- Rey Mysterio l-a învins pe Chavo Guerrero (12:04)
  - Rey l-a numărat pe Chavo după un 619 și un Pickin' Da Dime.
- Beth Phoenix le-a învins pe Michelle McCool, Torrie Wilson, Melina, Mickie James, Jillian Hall, Kelly Kelly, Kristal Marshall, Victoria, Layla, Maria și Brooke într-un Diva Battle Royal interpromoțional (7:09)
  - Phoenix a eliminat-o pe McCool, devenind principala pretendentă la centura WWE Women's Championship.
- Steve Austin a apărut în postura de înlocuitor al lui Matt Hardy, într-un concurs de băut bere pe care acesta urma să-l dispute alături de MVP. Întrecerea nu a mai avut loc deoarece Austin i-a aplicat lui MVP un Stone Cold Stunner.
- John Morrison l-a învins pe CM Punk, păstrându-și titlul de campion ECW (7:08)
  - Morrison l-a numărat pe Punk, sprijinindu-se de corzi.
- Triple H l-a învins pe King Booker (însoțit de Queen Sharmell) (7:56)
  - Triple H a câștigat prin pinfall, după ce i-a aplicat lui Booker un Pedigree.
- Batista l-a învins pe campionul mondial The Great Khali (însoțit de Runjin Singh) prin descalificare (8:03)
  - Khali a fost descalificat după ce l-a lovit pe Batista cu un scaun de metal, dar și-a păstrat titlul mondial, deoarece acesta nu poate fi câștigat prin descalificare.
- John Cena l-a învins pe Randy Orton, păstrându-și titlul de campion WWE (21:20)
  - Cena a câștigat prin pinfall, după aplicarea unui FU.

## De reținut
- SummerSlam 2007 a marcat întoarcerea în ring a lui Rey Mysterio, absent de la No Mercy 2006 și a lui Triple H, absent de la New Year's Revolution 2007.
- Inițial, cei de la WWE planificaseră în cadrul pay-per-view-ului un storyline care îi avea în centru pe echipa celor de la Jackass și pe Umaga, dar neînțelegerile apărute pe parcurs au dus la anularea segmentului.